# Hitoshizuku
Singles de ZONE
Yume No Kakera
(2002) Akashi
(2002)
Hitoshizuku est le 6e single major du groupe ZONE sous le label Sony Music Records et le 7e en tout, sorti le 17 juillet 2002 au Japon. Il arrive 3e à l'Oricon et reste classé 8 semaines pour un total de 104 000 exemplaires vendus dans cette période.
Hitoshizuku a été utilisé comme thème musical pour la version japonaise du film d'animation L'Âge de glace. En 2009, elle est reprise par le groupe Friends sur leur album BEST FRIENDS. Hitoshizuku se trouve sur l'album O et sur la compilation E ~Complete A side Singles~; tandis que Issho ni Itakatta se trouve sur la compilation Ura E ~Complete B side Melodies~, les deux pistes se trouvent sur l'album en hommage au groupe ZONE Tribute ~Kimi ga Kureta Mono~.

## Liste des titres
| 1. | Hitoshizuku (一雫)                                    | Machida Norihiko (町田紀彦) | Haneoka Kei (羽岡佳) | 4:13 |
| 2. | Issho ni Itakatta (一緒にいたかった)                  | Shinichi Sakurai (櫻井真一) | 高橋KATSU            | 4:47 |
| 3. | Hitoshizuku (Backing Tracks) (一雫)                   | Machida Norihiko (町田紀彦) | Haneoka Kei (羽岡佳) | 4:13 |
| 4. | Issho ni Itakatta (Backing Tracks) (一緒にいたかった) | Shinichi Sakurai (櫻井真一) | 高橋KATSU            | 4:44 |